# 麗頭包氏蛛
麗頭包氏蛛（學名Bavia aericeps）是一種蠅虎科。它們是其屬內最為普遍的物種。

## 特徵
麗頭包氏蛛的頭胸部呈褐色，有一些白毛及白斑，眼睛區域較為深色，眼睛黑色。末體長及呈褐色，雄蛛有深褐色斑紋及細小白點，雌蛛中央有一道黃色的闊帶。腳幼長及呈黃褐色，但第一對長而粗壯，使其外觀有點像蠍子。

## 分佈
麗頭包氏蛛分佈在馬來西亞至澳洲，及幾個太平洋島嶼。

## 外部連結
- Salticidae.org: Photograph（页面存档备份，存于）